# Гленвіллоу (Огайо)
Гленвіллоу (англ. Glenwillow) — селище (англ. village) в США, в окрузі Каягога штату Огайо. Населення — 994 особи (2020).

## Географія
Гленвіллоу розташований за координатами 41°21′40″ пн. ш. 81°28′16″ зх. д. / 41.36111° пн. ш. 81.47111° зх. д. (41.361191, -81.471037).  За даними Бюро перепису населення США в 2010 році селище мало площу 7,20 км², з яких 7,05 км² — суходіл та 0,16 км² — водойми.

## Демографія
Згідно з переписом 2010 року, у селищі мешкали 923 особи в 316 домогосподарствах у складі 197 родин. Густота населення становила 128 осіб/км².  Було 383 помешкання (53/км²).
Расовий склад населення:
| - 57,4 % — білих - 28,7 % — чорних або афроамериканців - 10,4 % — азіатів - 0,2 % — корінних американців |

До двох чи більше рас належало 2,9 %. Частка іспаномовних становила 1,1 % від усіх жителів.
За віковим діапазоном населення розподілялося таким чином: 28,3 % — особи молодші 18 років, 51,3 % — особи у віці 18—64 років, 20,4 % — особи у віці 65 років та старші. Медіана віку мешканця становила 41,2 року. На 100 осіб жіночої статі у селищі припадало 91,9 чоловіків;  на 100 жінок у віці від 18 років та старших — 83,4 чоловіків також старших 18 років.
Середній дохід на одне домашнє господарство  становив 81 124 долари США (медіана — 74 063), а середній дохід на одну сім'ю — 98 776 доларів (медіана — 96 964). Медіана доходів становила 57 422 долари для чоловіків та 55 750 доларів для жінок. За межею бідності перебувало 8,9 % осіб, у тому числі 7,8 % дітей у віці до 18 років та 12,5 % осіб у віці 65 років та старших.
Цивільне працевлаштоване населення становило 382 особи. Основні галузі зайнятості: освіта, охорона здоров'я та соціальна допомога — 22,5 %, фінанси, страхування та нерухомість — 13,9 %, науковці, спеціалісти, менеджери — 12,8 %, виробництво — 12,8 %.